# Премія YUNA за найкращу україномовну пісню
«YUNA» — щорічна українська щорічна національна професійна музична премія, заснована у 2011 році. Премія за найкращу україномовну пісню вручалася лише один раз — на сьомій, на якій вшановувалися досягнення у музиці за 2017 рік. Починаючи з восьмої церемонії вручення премію було скасовано, оскільки новими правилами було встановлено, що в основній номінації «Найкраща пісня» можуть бути представлені тільки пісня, текст яких щонайменше на 90% написаний українською мовою. Крім того, було створено окрему номінацію для пісень іноземними мовами.

## 2018

### 2018
- «Журавлі» — The Hardkiss[2]
  - «Перечекати» — Тіна Кароль
  - «Калина» — «Alyosha»
  - «Де би я» — Сергій Бабкін